# Inge Raba

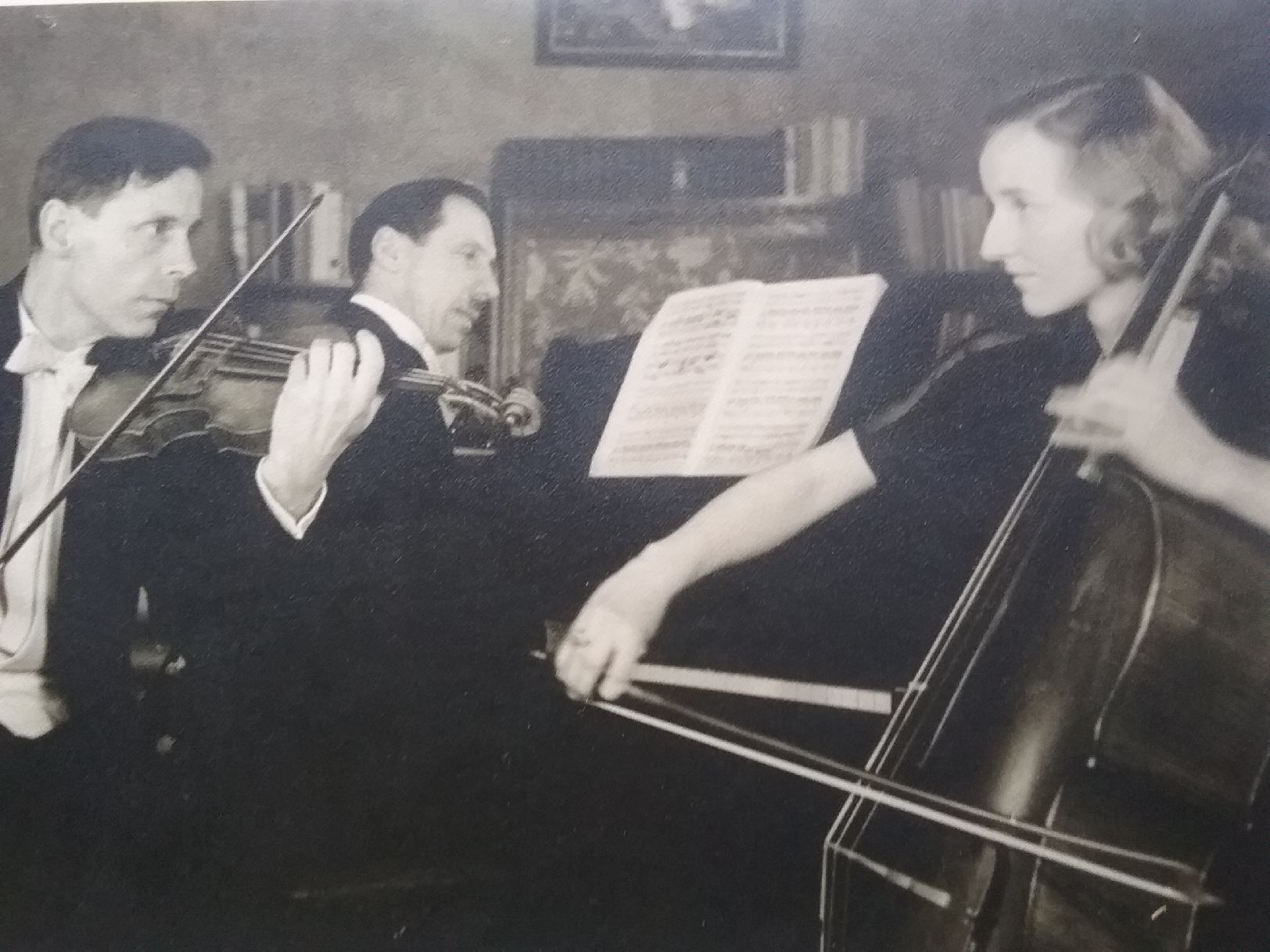
Raba-Trio mit Inge Raba, Cello

Inge Raba (* 11. Februar 1923 in Berlin als Inge Steinmann; † 19. April 2022) war eine deutsche Cellistin. Sie war Mitglied im Raba-Trio und unternahm in den 1980er und 1990er Jahren viele Tourneen mit eigenen Klaviertrios.

## Leben und Wirken
Inge Raba studierte Cello an der Staatlichen Hochschule in Berlin, wo sie das Staatsexamen ablegte. Ab 1970 unterrichtete sie Violoncello am musischen Münchner Pestalozzi-Gymnasium. Viele ihrer Schüler wurden Berufsmusiker, zum Beispiel Johannes Wohlmacher und Hans-Peter Besig.
Sie war mit dem Geigenpädagogen Jost Raba († 2000) verheiratet und lebte mit ihm in Murnau-Hechendorf.
Als Mitglied des Raba-Trios spielte sie ab 1948 mit ihrem Mann Jost Raba und dem Pianisten Karl Kottermaier (1900–1984). Ab 1955 ersetzte Fritz Hübsch Kottenmaier, ab 1957 spielte Aldo Schön in der Formation am Klavier.